# Aspartatproteasen
Aspartatproteasen (auch Carboxylproteasen oder Aspartylproteasen) sind Enzyme, die die Peptidbindungen eines Proteins (Eiweiß) spalten können (Proteolyse). Es handelt sich bei Aspartatproteasen durchweg um Endopeptidasen. 

## Reaktionsmechanismus
Ein Molekül Wasser wird pro Reaktion verbraucht (Hydrolyse). Das Wassermolekül wird von der Aminosäure Asparaginsäure in Position gehalten, die Teil der Protease ist und gleichzeitig das katalytische Zentrum darstellt.

## Klassifizierung nach UniProt/MEROPS
Das UniProt-Consortium gibt regelmäßig eine Liste der Peptidasen heraus, die diese Enzyme nach ihrer evolutionären Abstammung kategorisiert. Die Daten der Liste sind, mit hochwertiger Information versehen, in der MEROPS-Datenbank abrufbar. Eng verwandte Moleküle sind dabei in Familien zusammengefasst, deren Bezeichner aus einem Buchstaben ('A' für Aspartatproteasen) und einer Zahl bestehen. Familien wiederum gehören zu Clans, deren Familien verwandt sind. Clan Bezeichner haben statt Zahlen einen Buchstaben.
Es gibt 15 Aspartatprotease-Familien in 7 Clans (Stand: 2009), wobei dem Clan AA mit 6 Familien eine hervorragende Bedeutung zukommt.
| Clan | Beschreibung                                                                  | Exemplarisches Enzym                | UniProt | Familien            |
| ---- | ----------------------------------------------------------------------------- | ----------------------------------- | ------- | ------------------- |
| AA   | azidische Aspartylproteasen (nur Eukaryoten/Viren); zwei Asp um H2O gruppiert | Pepsin (Homo sapiens)               | P00790  | A1 A2 A3 A9 A11 A33 |
| AB   | autolytische virale Hüllproteine; nur ein Asp involviert                      | Nodavirus-Peptidase                 | P12870  | A6 A21              |
| AC   | Signalpeptidasen Typ II (nur Bakterien)                                       | Signalpeptidase II (E. coli)        | Q1RGH5  | A8                  |
| AD   | (zwei Asp)                                                                    | Präsenilin-1 (Homo sapiens)         | P49768  | A22 A24             |
| AE   | (ein oder zwei Asp)                                                           | gpr-Peptidase (Bacillus megaterium) | P22321  | A25 A31             |
| AF   | Omptin-Familie; Asp und His binden Wasser                                     | Omptin (E. coli)                    | P09169  | A26                 |
| A-   | ohne Zuordnung                                                                |                                     |         | A5                  |

## Wichtige Aspartatproteasen
- Pepsin (A1)
- Chymosin (Rennin, A1)
- Renin (A1)
- Präsenilin (A22)